# Kiko Hernández
Francisco Hernández Ruiz, més conegut com a Kiko Hernández, (Madrid, 26 d'agost de 1976) és un col·laborador de televisió espanyol.
L'any 2002, va participar en la tercera edició del reality show Gran Hermano, emès a Telecinco, després de quedar-se a la reserva de la segona edició. Al reality, va mantenir una relació amb la concursant Patricia Ledesma, relació amb la qual es va acabar en sortir de la casa. Després d'acabar el reality, va formar part dels col·laboradors del programa Crónicas marcianas, fins al 2005, en què el programa es va cancel·lar. El 2004, va començar a col·laborar al programa A tu lado, presentat per Emma García, també a la cadena Telecinco. El 2007, el programa es va cancel·lar i ell va començar a fer entrevistes a La noria, presentat per Jordi González.
L'any 2009, va començar a participar en els programes Sálvame i Deluxe, presentat per Jorge Javier Vázquez, on col·laborà fins a la seva retirada l'any 2012 per «estar passant un mal moment personal». Des del 2010 fins al 2011, va col·laborar a Resistiré, Vale?, presentat per Tania Llasera. Alguns rumors assenyalen que podria ser homosexual, però ell sempre ho ha negat. En 2013 escriu articles a la revista Que me dices i, properament, podria participar com a presentador en un programa de Telecinco.

## Trajectòria a la televisió
- Gran Hermano (2002), a Telecinco[2]
- Crónicas Marcianas (2003-2005), a Telecinco[2]
- A tu lado (2004-2007), a Telecinco[2]
- La Noria (2007-2012), a Telecinco.
- Sálvame (2009-2023), a Telecinco.[3]
- Deluxe (2009-2017; 2022), a Telecinco.[3]
- Resistiré, ¿vale? (2010-2011), a Telecinco.[6]